# Clone High
Clone High, noto anche come Clone High USA, è una serie televisiva animata canadese-statunitense del 2002, creata da Phil Lord, Christopher Miller e Bill Lawrence.
Ambientata in un liceo popolato dai cloni di noti personaggi storici, la serie segue le rappresentazioni adolescenziali di Abe Lincoln, Giovanna d'Arco, Gandhi, Cleopatra e JFK. La serie funge inoltre da parodia di serie televisive teen drama come Dawson's Creek e Beverly Hills 90210. Ogni episodio viene presentato come un "episodio molto speciale".
La serie è stata trasmessa per la prima volta in Canada su Teletoon dal 2 novembre 2002 al 2 marzo 2003, per un totale di 13 episodi ripartiti su una stagione. Dopo la conclusione della serie, Clone High è stato coinvolto in una controversia riguardante la sua rappresentazione di Gandhi, che ha spinto oltre cento persone in India a lanciare uno sciopero della fame in risposta. Durante la sua trasmissione negli Stati Uniti su MTV, la rete ha sospeso la serie a causa delle valutazioni basse. Clone High ha attirato recensioni contrastanti da parte della critica televisiva fin dalla sua prima, tuttavia da allora ha ricevuto il plauso della critica e ha sviluppato un fenomeno di culto.
Il 2 luglio 2020 è stato annunciato che un revival della serie è in sviluppo presso gli MTV Entertainment Studios con il ritorno dei creatori originali Lord, Miller e Lawrence. Il 10 febbraio 2021 è stato annunciato che HBO Max ha ordinato un revival di due stagioni che è stato presentato in anteprima il 23 maggio 2023.

## Episodi
| Stagione         | Episodi | Prima TV originale | Prima TV Italia |
| ---------------- | ------- | ------------------ | --------------- |
| Prima stagione   | 13      | 2002-2003          | Inedita         |
| Seconda stagione | 10      | 2023               | Inedita         |
| Terza stagione   | 10      | 2024               | Inedita         |

## Personaggi e doppiatori
- Abe Lincoln, doppiato da Will Forte.
- Giovanna d'Arco, doppiata da Nicole Sullivan.
- Gandhi, doppiato da Michael McDonald.
- Cleopatra "Cleo" Smith, doppiata da Christa Miller (st. 1) e Mitra Jouhari (st. 2).
- JFK, doppiato da Chris Miller.
- Preside Scudworth, doppiato da Phil Lord.
- Mr. Lynn Butlertron, doppiato da Chris Miller.
- Gengis Khan, doppiato da Phil Lord.
- Voce Narrante, doppiata da Will Forte.

## Distribuzione
Clone High è stato trasmesso per la prima volta nella sua interezza in Canada su Teletoon dal 2 novembre 2002 al 2 marzo 2003, per poi essere presentato in anteprima negli Stati Uniti su MTV. Le repliche della serie sono andate in onda nell'ex blocco televisivo Teletoon at Night di Teletoon. Inoltre è andato in onda brevemente su Razer, Much e MTV Classic e al 2023 va in onda su Adult Swim in Canada. Un revival di due stagioni è stato rinnovato da HBO Max ed è stato pubblicato a partire dal 23 maggio 2023.
Un adattamento italiano della serie è stato presentato al Cartoons on the Bay di Positano nel 2003 e successivamente pianificato per essere trasmesso quell'autunno su Rai 2. La serie non è andata in onda sulla rete e più tardi è stata annunciata per essere trasmessa su Fox, oltre ai relativi doppiatori e informazioni sul doppiaggio; tuttavia è rimasto nuovamente inedito.